# Nacionalni park Jasper
Nacionalni park Jasper (engleski: Jasper National Park) je nacionalni park na istočnim obroncima kanadskog Stjenjaka na jugozapadu kanadske pokrajine Alberte, tek nešto zapadno od grada Edmontona. NP Jasper ima površinu od od 10.878 km² i osnovan je još 1907. godine. On svojom južnom stranom graniči s NP Banffom, s kojim je, zajedno s drugim susjednim parkovima Stjenjaka, upisan na UNESCO-ov popis mjesta svjetske baštine u Sjevernoj Americi još 1984. godine pod nazivom „Nacionalni parkovi kanadskog Stjenjaka”
Ime je dobiom po traperu Jasperu Hawesu koji je vodio trgovačku postaju početkom 19. stoljeća, a šumski rezervat Jasper je osnovan 1907., da bi status nacionalnog parka dobio 1930. godine. Sjedište parka se nalazi u istoimenom naselju Jasper (Alberta) i 2011. godine je imao 1.916.677 posjetitelja.

## Odlike
U parku izviru neke od najvažnijih rijeka ovog područja kao što su Sjeverna Saskatchewan rijeka (koja pripada slivu Hudsonova zaljeva), te rijeke Athabasca i Smoky (koje pripadaju slivu Arktičkog oceana).
Najznamenitiji dijelovi parka Jasper su planina Mount Edith Cavell, jezero Pyramid i planina Pyramid, jezero Maligne, jezero Medicinei dolina Tonquin, te ledenjak Athabasca (koji pripada ledenjačkoj dolini Columbia) i istoimeni Athabasca slap, te slap Sunwapta. Neka od najprivlačnijih mjesta za posjetitelje povezuje tzv. Put ledenjačkih polja (Icefields Parkway). Termalni izvor Miette, koji se nalazi na samom sjeveroistočnom ulazu u park, ima ugodnu temperaturu jer ga hlade planinski zvori. Park nudi i mogućnost kampiranja, planinarenja, šetnje, golfa, jahanja, alpskog i nordijskog skijanja (zimovalište Marmot Basin).
U parku je zabilježeno mnogo vrsta sisavaca kao što su grabežljivci: sivi medvjed, američki crni medvjed, puma, ris, vuk, gorska kuna, lasica, sjeverna riječna vidra; te biljojedi: wapiti, ušati jelen (Odocoileus hemionus) i bjelorepi jelen (Odocoileus virginianus). U alpskim područjima se mogu naći: divokoza, svisci, zviždači (Ochotonidae); dok u vlažnijim područjima žive: los, dabar, dikobraz i vjeverice.
Od oko ptica u parku najprisutnije ptice grabljivice su: bjeloglavi orao, suri orao, bukoč i mali sokol; te siva šojka (Perisoreus canadensis) i planinska sjenica (Poecile gambeli) na nižim dijelovima, dok se na višim dijelovima može naći i bjelorepi tetrijeb (Lagopus leucura), a na vlažnim plijenori, čaplje i divlje patke koje ovdje provode svoja ljeta.
- Ledenjaci Angel i Cavell
- Ledenjak Athabasca
- Slap Athabasca
- Jezero Maligne
- Jezero Medicine

## Vanjske poveznice
- Turistički vodič za NP Yoho i selo Field (engl.)
- Jasper Rockies - kratki video (engl.)
- Članakk o NP Jasper  Arhivirana inačica izvorne stranice od 11. rujna 2011. (Wayback Machine), The Canadian Encyclopedia (engl.)